# تكرير الزيوت النباتية (وقود)
تكرير الزيوت النباتية هو عملية لتحويل الزيت النباتي إلى وقود حيوي عن طريق التكسير بالهيدروجين أو الهدرجة. يكسر التكسير بالهيدروجين الجزيئات الكبيرة إلى جزيئات أصغر باستخدام الهيدروجين بينما تضيف الهدرجة الهيدروجين إلى الجزيئات. يمكن استخدام هذه الطرق لإنتاج البنزين والديزل والبروبان ومواد خام كيميائية أخرى. يُعرف وقود الديزل المنتج من هذه المصادر بالديزل الأخضر أو الديزل المتجدد.